# 사다리꼴성단
사다리꼴성단(영어: Trapezium Cluster)은 오리온 성운에 있는 산개 성단이다. 가장 밝은 별들 여럿은 성운 안에 있어 보이지 않는다. 사다리꼴 성단을 최초로 발견한 사람은 갈릴레오 갈릴레이이다. 1617년 2월 4일 갈릴레이는 트라페지움의 세 별 A, C, D를 그림으로 그렸으나, 이유는 정확하지 않으나 별들 주위를 둘러싸고 있는 성운은 기록하지 않았다. 네 번째 구성원 B는 1673년 여러 관측자들에 의해 그 존재가 확인되었으며 이들 넷 말고도 여러 구성원들이 이후 더 발견되었는데 1888년까지 총 8개의 별들이 확인되었다. 이후 추가적인 관측을 통해 이들 별들 중 여럿이 쌍성계임을 알아냈다. 바이어 명명법에 의하면 트라페지움의 대표적 네 별을 오리온자리 세타로 부른다.
사다리꼴 성단은 상대적으로 나이가 젊으며, 성운에서 곧장 생성되었다. 성단 내 가장 밝은 다섯 별들의 질량은 태양의 15 ~ 30배 수준으로 서로의 간격은 1.5광년 이내이며, 매우 밝아서 주변 성운을 밝히고 있다. 트라페지움 성단은 좀 더 큰 오리온 성운 성단의 일부일 가능성이 있다(오리온 성운 성단 내에는 2천 개 정도의 별이 있으며 그 크기는 지름 20광년 수준이다).
사다리꼴 성단은 성도 상의 밝은 네 별로 인해 매우 알아보기 쉽다. 네 별에는 각각 A, B, C, D 이름이 붙어 있다(적경 순서). 가장 밝은 것은 C(오리온자리 세타1 C)로 겉보기 등급은 5.13이다. A와 B는 식쌍성이다.
트라페지움의 적외선 사진은 별 주위를 둘러싸고 있는 가스 구름들을 효과적으로 통과하여 그 속에 감추어져 있던 여러 동반성들을 발견할 수 있었다. 성단 내 절반 정도의 별이 원시행성계원반을 지니고 있었다. 덧붙여 갈색 왜성들 및 질량 작은 도주성들의 존재도 확인되었다.
오리온 성운은 산개성단인 트라페지움이 자리 잡은 중심에서부터 넓은 범위로 퍼져있는데, 트라페지움 성단을 이루는 별들이 만드는 복사압에 의해서 분자 구름이 중심부에서 바깥으로 퍼져나가는 중인 것으로 보인다. 분자 구름이 복사압을 타고 퍼져나가며 불규칙하게 흐르게 되면서 성운 주위에 소용돌이를 형성하고, 중력으로 응축되어 작은 별들을 형성하거나 기원이 다른 별들에게 에너지원을 제공하고 있다고 추측된다. 